# 대전교육과학연구원
대전교육과학연구원(大田敎育科學硏究院)은 지방교육자치에 관한 법률 제32조에 따라 교육의 이론과 실제를 조사·연구· 현장지도하고, 교육·과학기술 정보자료를 개발·보급하며, 영재교육·학생의 탐구활동·창의인성교육 지원을 위한 교직원연수를 위하여 대전광역시교육청 산하에 설치된 소속기관이다.